# 誓願寺
誓願寺（せいがんじ）是位在日本京都府京都市中京區的寺院，淨土宗西山深草派總本山。本尊阿彌陀如來。作為講談、落語、漫才等藝人祈願成就之寺而有名，也被稱為落語發祥之寺。

## 關連項目
- 京都西山短期大學
- 安樂庵策傳

## 外部連結
- 誓願寺 （页面存档备份，存于）